# Le Peintre de la Tour Eiffel
Le Peintre de la Tour Eiffel est une photographie prise par Marc Riboud en 1953. Marc Riboud a voulu que le peintre de la tour Eiffel prenne cette pose pour qu'il se « confonde » avec la structure treillis de la tour. Cette photo fut une des plus reconnues de sa carrière.